# Charles J. Stine
Charles J. Stine (Freeport, 19 agosto 1864 – Long Island, 5 gennaio 1934) è stato un attore teatrale e cinematografico statunitense che lavorò nel cinema all'epoca del muto.

## Filmografia
- The Drummer's Umbrella - cortometraggio (1913)
- Making Good - cortometraggio (1913)
- Such Is Life - cortometraggio (1913)
- What Cupid Did - cortometraggio (1913)
- Mr. Dippy Dipped - cortometraggio (1913)
- The Treater's Treat - cortometraggio (1913)
- Sweet Revenge - cortometraggio (1913)
- Their Wives' Indiscretion - cortometraggio (1913)
- Hello, Trouble - cortometraggio (1913)
- At the Old Maid's Call - cortometraggio (1913)
- A Foot of Romance - cortometraggio (1914)
- The Hour and the Man, regia di E.H. Calvert - cortometraggio (1914)
- Looking for Trouble - cortometraggio (1914)
- Miss Milly's Valentine
- Mrs. Manly's Baby
- Grass County Goes Dry
- Oh, Doctor - cortometraggio
- The Ups and Downs
- Charlot principiante
- The Fable of the Galumptious Girl
- The Fable of the Men at the Women's Club
- The Fable of the Two Unfettered Birds
- The Fable of a Night Given Over to Revelry
- Sue (1915)
- Trapped (1915)
- The Fable of the Home Treatment and the Sure Cure
- The Fable of the Tip and the Treasure
- The Fable of the Roistering Blades
- The Fable of Hazel's Two Husbands and What Became of Them
- In the Palace of the King, regia di Fred E. Wright (1915)
- The Outer Edge
- The Fable of the Escape of Arthur and the Salvation of Herbert
- The Fable of Handsome Jethro, Who Was Simply Cut Out to Be a Merchant
- The Fable of the Low Down Expert on the Subject of Babies
- The Fable of Sister Mae, Who Did As Well As Could Be Expected
- The Fable of the Heir and the Heiress
- The Misleading Lady, regia di Arthur Berthelet (1916)
- The Fable of the Two Philanthropic Sons
- Captain Jinks of the Horse Marines
- The Fable of Flora and Adolph and a Home Gone Wrong
- Destiny, regia di Harry Beaumont - cortometraggio (1916)
- Vultures of Society
- The Discard
- Separating from Sarah
- Putting It Over, regia di Charles Michelson - cortometraggio (1916)